# Ludwik Heller
Ludwik Heller (ur. 4 sierpnia 1865 we Lwowie, zm. 5 marca 1926 w Mokrzyczewie) – polski kompozytor, antreprener teatralny, dyrektor teatrów lwowskich i warszawskich, założyciel Filharmonii Lwowskiej.

## Życiorys
Był synem Władysława i Marii z domu Hupert, bratem śpiewaczki Miry Heller, mężem śpiewaczki Ireny Bohuss-Hellerowej. Pochodził ze spolonizowanej rodziny austriackiej osiadłej w Galicji jeszcze przed 1846 rokiem.
Do gimnazjum uczęszczał w Rzeszowie i Lwowie. Na Uniwersytecie Lwowskim rozpoczął studia prawnicze, ale ich nie ukończył. Studiował też w Berlinie, Paryżu, Londynie. Związki z teatrem rozpoczął od pisania recenzji (1899). Był też kompozytorem, recenzentem, reżyserem operowym a także autorem sztuk teatralnych. Następnie w roku 1890 wraz z Aleksandrem Bandrowskim zorganizował w Krakowie letni sezon operowy.
W latach 1896–1900 oraz 1906–1918 z przerwą na okupację Lwowa przez armię rosyjską 1914/1915, był dyrektorem Teatru Miejskiego we Lwowie, a następnie w latach 1921–1922 dyrektorem Teatrów Stołecznych w Warszawie. W roku 1900 przegrał z Tadeuszem Pawlikowskim starania o objęcie dyrekcji Teatru Miejskiego w nowo zbudowanym gmachu. Wtedy w dotychczasowym, przebudowanym na ten cel Teatrze Skarbkowskim, zorganizował w listopadzie 1902 Filharmonię Lwowską, drugą na ziemiach polskich po Warszawskiej, którą prowadził przez sezon, a jej orkiestrą dyrygowali wówczas m.in. Gustav Mahler i Richard Strauss. W 1905 w Teatro Lirico zorganizował sezon operowy, prezentując m.in. Halkę Stanisława Moniuszki. Za drugiej dyrekcji w teatrze lwowskim zorganizował jego tournée w Wiedniu (1910, na scenie Burgtheater) oraz w Paryżu (1913, na scenie Theatre Gymnase).
Wziął udział obronie Lwowa w trakcie wojny polsko-ukraińskiej na stanowisku komendanta Milicji Obywatelskiej VI dzielnicy.
W 1921 roku za zgodą Rady Miejskiej utworzył Towarzystwo Akcyjne Teatrów Stołecznych w Warszawie, które obejmowało teatry: "Nowości", "Maska" i "Komedia". Wydzierżawił teatr przy ulicy Bielańskiej i po odremontowaniu przeznaczył na operetkę tworząc tam Teatr Nowości. Kolejne gmachy przy ulicy Karowej i Jasnej przeznaczył na teatry dramatyczne.
W latach 1923–1924 był dyrektorem teatru "Nowości", jednocześnie komponując piosenki (Ja się nie mogę zdecydować, Ostatnie słowo) oraz muzykę taneczną.
Był także autorem sztuk teatralnych: Debiutantka oraz Za gwiazdą Napoleona (wspólnie z H. Cepnikiem).
Towarzyszyła mu opinia doskonale zorganizowanego człowieka, który nosił się z niezwykłą godnością.

## Odznaczenia
- Krzyż Kawalerski Orderu Franciszka Józefa – Austro-Węgry (1910, w uznaniu ogólno pożytecznej i humanitarnej działalności)[2]
- Krzyż Kawalerski Orderu Palm Akademickich – III Republika Francuska (1913, za wkład w rozwój opery)[3].